# Rafa Soares
Luís Rafael Soares Alves (Marco de Canaveses, 9 de mayo de 1995), conocido como Rafa Soares, es un futbolista portugués que juega de defensa en el F. C. Famalicão de la Primeira Liga.

## Trayectoria
Formado en las categorías inferiores del F. C. Porto, debutó como profesional en 2013 con el filial. Sin llegar a debutar con el primer equipo, en enero de 2016 empezó a salir cedido. Sus destinos fueron Académica de Coimbra, Rio Ave F. C. y Fulham F. C. Tras cancelarse la cesión al conjunto londinense el 31 de enero de 2018, se marchó en definitivo al Portimonense S. C. ese mismo día, firmando un contrato de dos años y medio de duración. Sin embargo, tras haber estado solo media temporada en el club, el 6 de julio fichó por el Vitória S. C. El 30 de enero de 2020 fue cedido con opción de compra a la S. D. Eibar hasta junio de 2021. Debutó con el conjunto armero el 14 de junio en la derrota por 3-1 ante el Real Madrid C. F. Tras el descenso de categoría del conjunto eibarrés, la opción de compra no fue ejercida y regresó a Guimarães.
El 7 de junio de 2022 el PAOK de Salónica F. C. anunció su fichaje para las siguientes tres temporadas a coste cero una vez finalizado su contrato con el equipo vimarense. En la segunda de ellas ayudó al equipo a ganar la Superliga de Grecia y al inicio de la tercera regresó a Portugal para jugar en el F. C. Famalicão.

## Selección nacional
Ha sido internacional con Portugal en categorías inferiores.

### Participaciones en Copas del Mundo
| Mundial                  | Sede          | Resultado        | Partidos | Goles |
| ------------------------ | ------------- | ---------------- | -------- | ----- |
| Copa Mundial sub-20 2015 | Nueva Zelanda | Cuartos de final | 4        | 0     |

### Participaciones en Eurocopas
| Copa                | Sede     | Resultado  | Partidos | Goles |
| ------------------- | -------- | ---------- | -------- | ----- |
| Europeo sub-19 2013 | Lituania | Semifinal  | 4        | 0     |
| Europeo sub-19 2014 | Hungría  | Subcampeón | 5        | 0     |

## Clubes
| Club                          | País       | Año       |
| ----------------------------- | ---------- | --------- |
| F. C. Porto "B"               | Portugal   | 2013-2016 |
| Académica de Coimbra (cedido) | Portugal   | 2016      |
| F. C. Porto                   | Portugal   | 2016-2018 |
| Rio Ave F. C. (cedido)        | Portugal   | 2016-2017 |
| Fulham F. C. (cedido)         | Inglaterra | 2017-2018 |
| Portimonense S. C.            | Portugal   | 2018      |
| Vitória S. C.                 | Portugal   | 2018-2022 |
| S. D. Eibar (cedido)          | España     | 2020-2021 |
| PAOK de Salónica F. C.        | Grecia     | 2022-2024 |
| F. C. Famalicão               | Portugal   | 2024-     |

## Palmarés

### Títulos nacionales
| Título              | Club                   | País   | Año  |
| ------------------- | ---------------------- | ------ | ---- |
| Superliga de Grecia | PAOK de Salónica F. C. | Grecia | 2024 |